# Schipunowo
Schipunowo (russisch Шипуно́во) ist ein großes Dorf (selo) in der Region Altai (Russland) mit 12.127 Einwohnern (Stand 14. Oktober 2010).

## Geographie
Der Ort liegt in der Steppenlandschaft des nordwestlichen Altaivorlandes, 160 Kilometer Luftlinie südwestlich der Regionshauptstadt Barnaul am kleinen Flüsschen Klepetschicha (auch Klipetschicha), das einige Kilometer östlich in den Ob-Nebenfluss Alei mündet. An der Klepetschicha befindet sich am westlichen Ortsrand eine kleine Talsperre mit gut 2 km² großem Stausee.
Schipunowo ist Verwaltungszentrum des gleichnamigen Rajons Schipunowo. Das Gebiet um Schipunowo ist eines der russlanddeutschen Siedlungszentren der Altairegion außerhalb des Nationalkreises Halbstadt.

## Geschichte
Seit dem 19., möglicherweise bereits seit dem 18. Jahrhundert existierte sieben Kilometer südwestlich der heutigen Ortschaft am linken Ufer des Alei ein Dorf Schipunowo.
Im Zusammenhang mit dem Bau der Eisenbahnstrecke Nowonikolajewsk–Barnaul–Semipalatinsk – später Teil der Turkestan-Sibirischen Eisenbahn – ab 1913 entstand im heutigen Zentrum der Ortslage eine gleichnamige Bahnstation, die am 3. November 1915 mit der gesamten Strecke offiziell eröffnet wurde. Für die bei der Station entstandene Siedlung, die ebenfalls Schipunowo genannt wurde, wird 1914 als Gründungsjahr angegeben.
Im Rahmen der administrativen Neuordnung in der sowjetischen Periode wurde Schipunowo am 27. Mai 1924 Verwaltungszentrum eines neu gegründeten Rajons. 1969 wurde der Status einer Siedlung städtischen Typs verliehen.
Seit 1991 ist Schipunowo jedoch trotz wachsender Einwohnerzahl wie eine Reihe vergleichbarer Ortschaften der Region mit landwirtschaftlicher Orientierung wieder „Ländliche Siedlung“.

### Bevölkerungsentwicklung
| Jahr | Einwohner |
| ---- | --------- |
| 1939 | 6.177     |
| 1959 | 6.448     |
| 1970 | 6.950     |
| 1979 | 8.088     |
| 1989 | 10.418    |
| 2002 | 11.521    |
| 2010 | 12.127    |

Anmerkung: Volkszählungsdaten

## Kultur und Sehenswürdigkeiten
Seit 1970 (seit 1988 in einem neuen Gebäude) gibt es in Schipunowo ein Heimat- und Geschichtsmuseum.

## Wirtschaft und Infrastruktur
Schipunowo ist Zentrum eines bedeutenden Landwirtschaftsgebietes mit vorwiegendem Getreideanbau und Rinderhaltung. Im Ort gibt es Betriebe zur Verarbeitung landwirtschaftlicher Erzeugnisse (Getreidesilo, Fleischverarbeitung) sowie der Bauwirtschaft.
Der Ort liegt an der Eisenbahnstrecke Nowosibirsk – Barnaul – Rubzowsk – kasachische Grenze (Streckenkilometer 400).
Einige Kilometer nördlich des Dorfes führt die parallel zur Bahnstrecke in Richtung Semei (Kasachstan) verlaufende Fernstraße A349 vorbei, von der hier eine Querverbindung nach Berjosowka an der Straße Aleisk – Ust-Kalmanka – Krasnoschtschokowo – Kurja abzweigt, die die Ortschaften im Landwirtschaftsgebiet am Mittellauf des Tscharysch erschließt.